# Stephen Wilcox
Stephen Wilcox, Jr. (12 de febrero de 1830 - 27 de noviembre de 1893) fue un inventor estadounidense, más conocido como el co-inventor (junto a George Herman Babcock) de la caldera. Ellos fundaron la Babcock & Wilcox Company. Nació en Westerly, Rhode Island.